# Mladen Matković
Mladen Matković (Vinkovci, 12 maggio 1989) è un calciatore croato, portiere del Radnički Dalj.

## Carriera

### Club
Il 10 agosto 2015 viene acquistato a titolo definitivo dalla squadra croata del Cibalia.